# Canadiens de Sherbrooke
Die Canadiens de Sherbrooke (engl. Sherbrooke Canadiens) waren ein kanadisches Eishockeyfranchise der American Hockey League aus Sherbrooke, Québec. Die Spielstätte der Canadiens war der Palais des Sports.

## Geschichte
Die Nova Scotia Voyageurs wurden 1984 nach Sherbrooke, Québec, umgesiedelt, wo sie als Farmteam der Montréal Canadiens unter dem Namen Canadiens de Sherbrooke in der American Hockey League spielten. Bereits in ihrer ersten Spielzeit gewann die Mannschaft in der Saison 1984/85 den Calder Cup, als sie die Baltimore Skipjacks in den Finalspielen mit 4:2-Siegen schlug. Nachdem Sherbrooke im folgenden Jahr die Playoffs verpasste, erreichten die Canadiens in der Saison 1986/87 erneut das Playoff-Finale, in dem sie den Rochester Americans knapp mit 3:4-Siegen unterlagen. In den folgenden drei Jahren schieden die Kanadier zwei Mal in der ersten und einmal in der zweiten Playoffrunde aus, ehe die Sherbrooke Canadiens 1990 nach Fredericton, New Brunswick, umgesiedelt wurden, wo sie fortan als Fredericton Canadiens in der AHL aktiv waren.

## Saisonstatistik
Abkürzungen: GP = Spiele, W = Siege, L = Niederlagen, T = Unentschieden, OTL = Niederlagen nach Overtime SOL = Niederlagen nach Shootout, Pts = Punkte, GF = Erzielte Tore, GA = Gegentore, PIM = Strafminuten
| Saison  | GP | W  | L  | T  | OTL | SOL | Pts | GF  | GA  | Platz     | Playoffs |
| 1984/85 | 80 | 37 | 38 | 5  | —   | —   | 79  | 323 | 329 | 3., North | 1. Runde: Sieg, 4:2 gg. Fredericton Express 2. Runde: Sieg, 4:1 gg. Maine Mariners Finale: Sieg, 4:2 gg. Baltimore Skipjacks            |
| 1985/86 | 80 | 33 | 38 | 9  | —   | —   | 75  | 340 | 341 | 5., North | nicht qualifiziert |
| 1986/87 | 80 | 50 | 28 | 2  | —   | —   | 102 | 328 | 257 | 1., North | 1. Runde: Sieg, 4:1 gg. Nova Scotia Oilers 2. Runde: Sieg, 4:1 gg. Adirondack Red Wings Finale: Niederlage, 3:4 gg. Rochester Americans |
| 1987/88 | 80 | 42 | 33 | 4  | 1   | —   | 89  | 316 | 243 | 3., North | 1. Runde: Niederlage, 2:4 gg. Fredericton Express                                                                                       |
| 1988/89 | 80 | 47 | 24 | 9  | —   | —   | 103 | 348 | 261 | 1., North | 1. Runde: Niederlage, 2:4 gg. New Haven Nighthawks                                                                                      |
| 1989/90 | 80 | 45 | 23 | 12 | —   | —   | 102 | 301 | 247 | 1., North | 1. Runde: Sieg, 4:2 gg. Halifax Citadels 2. Runde: Niederlage, 2:4 gg. Springfield Indians                                              |

## Team-Rekorde

### Karriererekorde
Spiele: 295  Luc Gauthier
Tore: 105  Serge Boisvert
Assists: 143  Serge Boisvert
Punkte: 248  Serge Boisvert
Strafminuten: 1084  Steven Fletcher

## Bekannte ehemalige Spieler
- Bobby Dollas
- Brent Gilchrist
- Mike Keane
- Sylvain Lefebvre
- Claude Lemieux
- Jocelyn Lemieux
- Jyrki Lumme
- Lyle Odelein
- Stéphane Richer (Verteidiger)
- Stéphane Richer (Angreifer)
- Patrick Roy
- Mathieu Schneider
- Brian Skrudland
- Michel Therrien